# Løsning Sogn
Løsning Sogn er et sogn i Hedensted Provsti (Haderslev Stift).
I 1800-tallet var Korning Sogn anneks til Løsning Sogn. Begge sogne hørte til Hatting Herred i Vejle Amt. De udgjorde Løsning-Korning sognekommune, men den blev senere delt i to. Ved kommunalreformen i 1970 blev både Løsning og Korning indlemmet i Hedensted Kommune.
I Løsning Sogn ligger Løsning Kirke, der i 2008 afløste Løsning Gamle Kirke fra Middelalderen. 
I sognet findes følgende autoriserede stednavne:
- Bækgårde (bebyggelse)
- Løsning (bebyggelse, ejerlav)
- Løsning Nørremark (bebyggelse)
- Løsning Søndermark (bebyggelse)
- Sebberup (bebyggelse, ejerlav)
- Stubberup (bebyggelse, ejerlav)
- Stubberup Østermark (bebyggelse)